# Véhicule de rentrée manœuvrable
Pour un article plus général, voir Véhicule de rentrée.

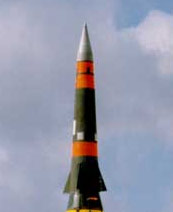
L'étage supérieur du contenant un MARV avec guidage radar actif.

Un véhicule de rentrée manœuvrable (en anglais : Maneuverable Reentry Vehicle, MARV ou MaRV) est un type de missile balistique dont l'ogive est capable de suivre de manière autonome des cibles au sol. Ce véhicule de rentrée requiert souvent un guidage actif (comme le guidage radar actif du Pershing II) pour que le missile atteigne la cible, en raison des changements de trajectoire fréquents.

## Advanced Maneuverable Reentry Vehicle
Advanced Maneuverable Reentry Vehicle (AMaRV, en français : «  véhicule de rentrée manœuvrable avancé ») était un prototype de MARV construit par McDonnell Douglas. Quatre AMaRV ont été fabriqués et ont représenté une avancée significative dans la sophistication des véhicules de rentrée. Trois des AMaRV ont été lancés par des missiles balistiques intercontinentaux (ICBM) LGM-30 Minuteman les 20 décembre 1979, 8 octobre 1980 et 4 octobre 1981. 

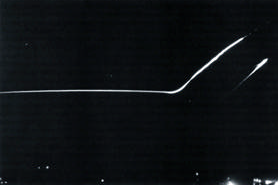
Essai en vol du Advanced Maneuverable Reentry Vehicle début 1980. La trajectoire du véhicule de rentrée est la bande lumineuse supérieure, celle les réservoirs d'appoint est immédiatement en dessous. Les lumières de l'atoll de Kwajalein dans le Pacifique sont visibles dans le coin inférieur droit.

AMaRV avait une masse d'entrée d'environ 470 kg, un rayon de courbure de nez de 2,34 cm, un demi-angle de tronc de 10,4°, un rayon inter-tronc de 14,6 cm, un demi-angle de tronc de tronc arrière de 6° et une longueur axiale de 2,079 mètres. Aucun diagramme ou image précis de l'AMaRV n'est jamais apparu dans la littérature ouverte. Cependant, un croquis schématique d'un véhicule de type AMaRV ainsi que des tracés de trajectoire montrant des virages en épingle à cheveux ont été publiés.
L'attitude de l'AMaRV était contrôlée par un volet de corps divisé (body flap, également appelé « volet au vent divisé », split-windward flap) ainsi que deux volets de lacet montés sur les côtés du véhicule. L'actionnement hydraulique était utilisé pour contrôler les volets. AMaRV était guidé par un système de navigation entièrement autonome conçu pour échapper à l'interception par des missiles antibalistiques.

## Missiles équipés de MARV
Chine
- B-611 (actif)
- DF-15B (actif)
- DF-21D (actif)

 Inde
- Agni-II (actif)
- Agni-P (testé)

 Iran
- Imad (actif)
- Khaybar Shekan (testé)

 Corée du Nord
- KN-18 (testé, statut inconnu)[2],[3]

 Corée du Sud
- Hyunmoo-2C (actif)

 Union soviétique
- R-27K (annulé)

 États-Unis
- Pershing II (retiré)